# Kaj dogaja?
Kaj dogaja? je satirična oddaja na Televiziji Slovenija, ki jo vodita Tilen Artač in Alenka Marinič, prve tri sezone pa jo je vodil Jonas Žnidaršič (od tod "Kaj dogaja? Z Jonasom").
Vsebina je po navadi pregled aktualnih dogodkov v politiki, zabavi, kulturi in športu. Oddaja se zaključi z Malo teraso, ki je priredba neke slovenske skladbe.

## Rubrike
- Novice: voditelja Alenka in Tilen na zabaven način predstavita najpomembnejše novice tedna;
- Kaj dogaja na terenu: zabaven skeč, vezan na aktualno družbeno-politično dogajanje;
- Beseda tedna: Admir Baltić v vlogi profesorja slovenščine izbere besedo tedna, ki je skovanka več besed in je vezana na aktualno družbeno-politično dogajanje;
- s-HIT tedna: Robert Petan skozi skeč ali pesem predstavi določeno temo;
- Kdo dogaja: kratek pogovor z gostom;
- Glas ljudstva: znane osebnosti, ki jih imitirajo ustvarjalci oddaje, odgovarjajo na vprašanja gledalcev;
- Mala terasa: priredba znane slovenske pesmi.

## Sezone
| Sezona | Sezona | Epizode | Začetek sezone     | Konec sezone      | Voditelj                   |
| ------ | ------ | ------- | ------------------ | ----------------- | -------------------------- |
|        | 1      | 10      | 9. marec 2019      | 25. maj 2019      | Jonas Žnidaršič            |
|        | 2      | 13      | 21. september 2019 | 21. december 2019 | Jonas Žnidaršič            |
|        | 3      | 13      | 29. februar 2020   | 20. junij 2020    | Jonas Žnidaršič            |
|        | 4      | 13      | 19. september 2020 | 31. december 2020 | Tilen Artač                |
|        | 5      | 15      | 30. januar 2021    | 15. maj 2021      | Tilen Artač                |
|        | 6      | 15      | 18. september 2021 | 31. december 2021 | Tilen Artač                |
|        | 7      | 12      | 26. februar 2022   | 28. maj 2022      | Tilen Artač Alenka Marinič |
|        | 8      | 14      | 17. september 2022 | 31. december 2022 | Tilen Artač Alenka Marinič |
|        | 9      | 14      | 18. februar 2023   | 3. junij 2023     | Tilen Artač Alenka Marinič |
|        | 10     | 13      | 23. september 2023 | 31. december 2023 | Tilen Artač Alenka Marinič |
|        | 11     | 12      | 24. februar 2024   | 25. maj 2024      | Tilen Artač Alenka Marinič |
|        | 12     | 14      | 21. september 2024 | 21. december 2024 | Tilen Artač Alenka Marinič |
|        | 13     | 14      | 22. februar 2025   | 31. maj 2025      | Tilen Artač Alenka Marinič |

## Ekipa oddaje
- Scenaristi: Jernej Celec, Igor Bračič, Tilen Artač, Admir Baltić, Robert Petan, Alenka Marinič
- Band Mala terasa: Igor Bračič, Tilen Artač, Robert Petan
- Igralci v skečih: Admir Baltić, Miha Brajnik, Jure Mastnak, Zala Ana Štiglic, Robert Petan, Jernej Celec
- Režiserka: Tina Novak, Urška Žnidaršič
- Urednica oddaje: Maša Kljun
- Scenografija: Greta Godnič
- Grafična redaktorja: Sašo Jankovič, Jerca Oblak
- Producentka: Zalka Nemec